# Mount Starlight
Mount Starlight är ett berg i Antarktis. Det ligger i Östantarktis. Australien gör anspråk på området. Toppen på Mount Starlight är 2 150 meter över havet.
Terrängen runt Mount Starlight är huvudsakligen lite kuperad. Trakten är obefolkad. Det finns inga samhällen i närheten.